# Chafarinas
Chafarinas (španělsky Islas Chafarinas) je skupina nevelkých ostrovů patřící Španělsku, ležící ve Středozemním moři 3,5 km od pobřeží Maroka, nedaleko od hranice Maroka s Alžírskem, 48 km východně od Melilly, španělské exklávy na marockém pobřeží.
Ostrovy a okolní moře mají status národní přírodní rezervace. Na ostrovech je malá španělská posádka a maják.

## Etymologie
Název Chafarinas pochází ze slova chofar, což znamená v místním nářečí arabského jazyka pirát. Název je spojen s tím, že koncem 19. a na počátku 20. století ostrovy byly základnou pirátů. Tyto ostrovy jsou také připomínány pod názvem Tres insulae v latinském spise z 3. století Itinerarium Antonini.

## Geografie

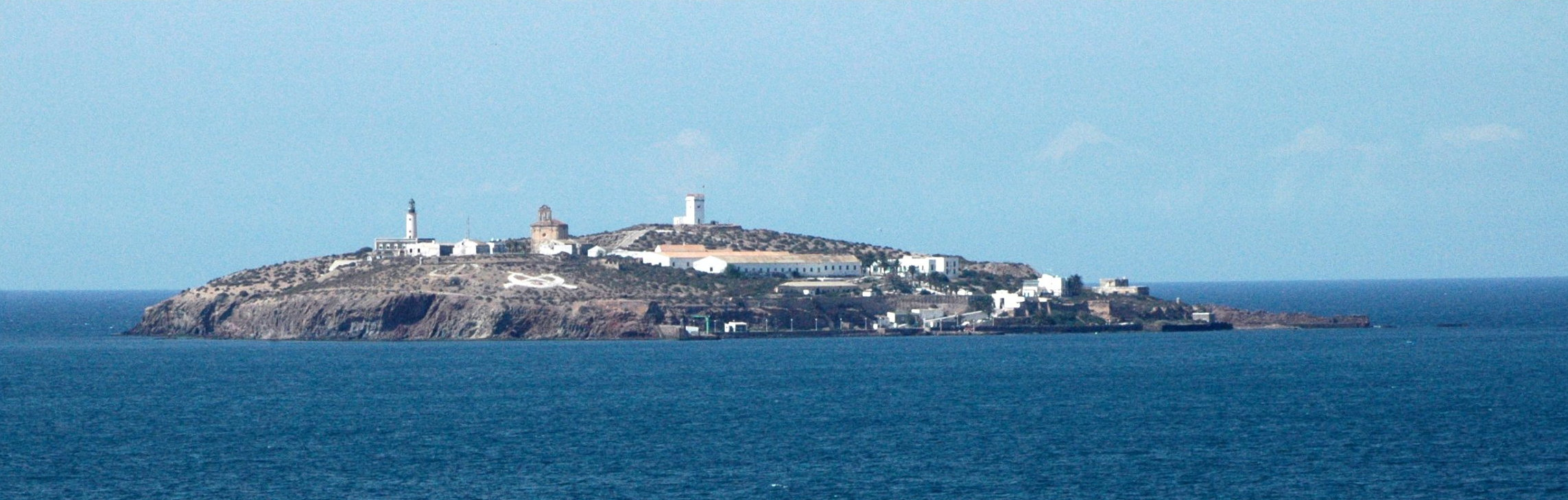
Ostrov Isabel II.

Skupina se skládá ze tří ostrovů (ze západu na východ): Congreso, Izabel II. A Del Rey.
Maximální nadmořská výška – kopec Cerro Nido de las Águilas „Orlí hnízdo” na ostrově Congreso s výškou 137 m. Celková rozloha ostrovů je 52,5 ha.
- Congreso: 25,6 ha
- Isabel II: 15,3 ha
- Del Rey: 11,6 ha

Ostrovy jsou vulkanického původu. Od pevniny jsou odděleny mělkým průlivem s hloubkou deseti až patnácti metrů.

## Podnebí
- Průměrná roční teplota: 19,5 °C
- Maximální teplota v létě: 41,1 °C (průměrná 23,3 °C)
- Minimální teplota: 5,2 °C (průměrná 16,5 °C)
- Průměrná vlhkost: 76,9 %
- Průměrný atmosférický tlak: 1017,8 mm Hg
- Průměrné srážky: 279,2 mm

## Fauna a flóra
Na pevnině žije okolo 180 druhů rostlin (15 endemických severoafrických druhů); 12 druhů plazů (1 endemický), 90 druhů ptáků (10 druhů hnízdících na ostrovech), 153 druhů bezobratlých živočichů: 11 druhů slimáků, 12 druhů stonožek, 74 druhů pavouků, 56 druhů hmyzu.
V moři v blízkosti ostrovů pak žije 64 druhů vodních řas, 26 druhů ostnokožců, 150 druhů kroužkovců a 60 druhů ryb.

## Obyvatelstvo
Ostrovy nejsou trvale obydlené. Na ostrově Isabel II. je malá posádka španělské armády, obsluhující biologickou stanici a maják. Ostrovy Congreso a Del Rey jsou neobydlené. Na ostrově Congreso je posádková budova, v současnosti ale nevyužívaná. V roce 1970 žilo na ostrovech 195 lidí.

## Dějiny
Ostrovy náleží Španělsku od 6. ledna 1848, kdy na ně vystoupila expedice z Málagy, ze dvou válečných lodí pod velením generála Serrana, která o několik hodin předstihla francouzskou expedici. Ta zamýšlela prohlásit ostrovy za vlastnictví Francie.